# دیوارهای جانبی
دیوار جانبی در ساختمان مشخصا به دیوارهایی گفته می‌شود که در پیرامون ساختمان یا اطراف یک بازشو قرار می‌گیرند.
دیوارهای جانبی از دو نظر دارای اهمیت هستند:
۱- از دیدگاه جداکنندگی محیط داخل و خارج ساختمان. یعنی محافظت ساختمان از نظر امنیتی و همچنین عوامل محیطی (گرما و سرما و باران و برف و ...)
۲- بار وارده ناشی از دیوارهای جانبی با توجه به ضخامت زیاد آن‌ها و قرار گرفتن آن‌ها روی تیرهای جانبی ساختمان که به صورت مستقیم بر روی تیر اعمال می‌شود.
از دیدگاه اول دیوارهای جانبی علاوه بر مقاوم بودن در برابر ضربه و واژگونی، باید توسط عایقکاری حرارتی، در برابر عوامل محیطی از ساختمان محافظت نمایند.
در دیدگاه دوم در تحلیل سازه ساختمان به منظور طراحی آن، لازم است بار ناشی از دیوار جانبی به صورت مستقیم بر تیرهای جانبی ساختمان اثر داده شود. عدم منظور نمودن این بار با توجه به بزرگ بودن آن خطای قابل توجهی است.